# C.J. Wilcox
Brian Craig „C.J.” Wilcox  (ur. 30 grudnia 1990) – amerykański profesjonalny koszykarz występujący na pozycji rzucającego obrońcy.
Podczas studiów grał swoje mecze w Seattle, w drużynie NCAA Washington Huskies. Miał średnią 22,2 pkt na mecz.
Został wybrany z numerem 28 w drafcie 2014 NBA przez Los Angeles Clippers. Nie grał w lidze letniej 2014 z uwagi na kontuzję. 12 lipca 2014 roku podpisał kontrakt z Clippers. 3 kwietnia 2017 został zwolniony przez Orlando Magic.
9 sierpnia 2017 został zawodnikiem Portland Trail Blazers. W zespole nie wystąpił ani razu, sezon spędził w Santa Cruz Warriors.
3 sierpnia 2018 podpisał umowę z Indianą Pacers na występy zarówno w NBA, jak i zespole G-League – Fort Wayne Mad Ants. 19 października został zwolniony.
1 lipca 2019 dołączył do Indiana Pacers. 16 października został zwolniony.

## Osiągnięcia
Stan na 17 października 2019, na podstawie, o ile nie zaznaczono inaczej.
NCAA
- Uczestnik turnieju NCAA (2011)
- Mistrz:
  - turnieju konferencji Pac-10 (2011)
  - sezonu regularnego konferencji Pac-12 (2012)
- Zaliczony do:
  - I składu:
    - pierwszoroczniaków Pac-10 (2011)
    - turnieju:
      - 2K Sports Classic (2014)
      - Hall of Fame Tip-Off Naismith Bracket (2013)

  - II składu Pac-12 (2013, 2014)
  - składu Pac-12 Honorable Mention (2012)

D-League
- Zaliczony do II składu turnieju NBA D-League Showcase (2015)